# Rupert Sheldrake

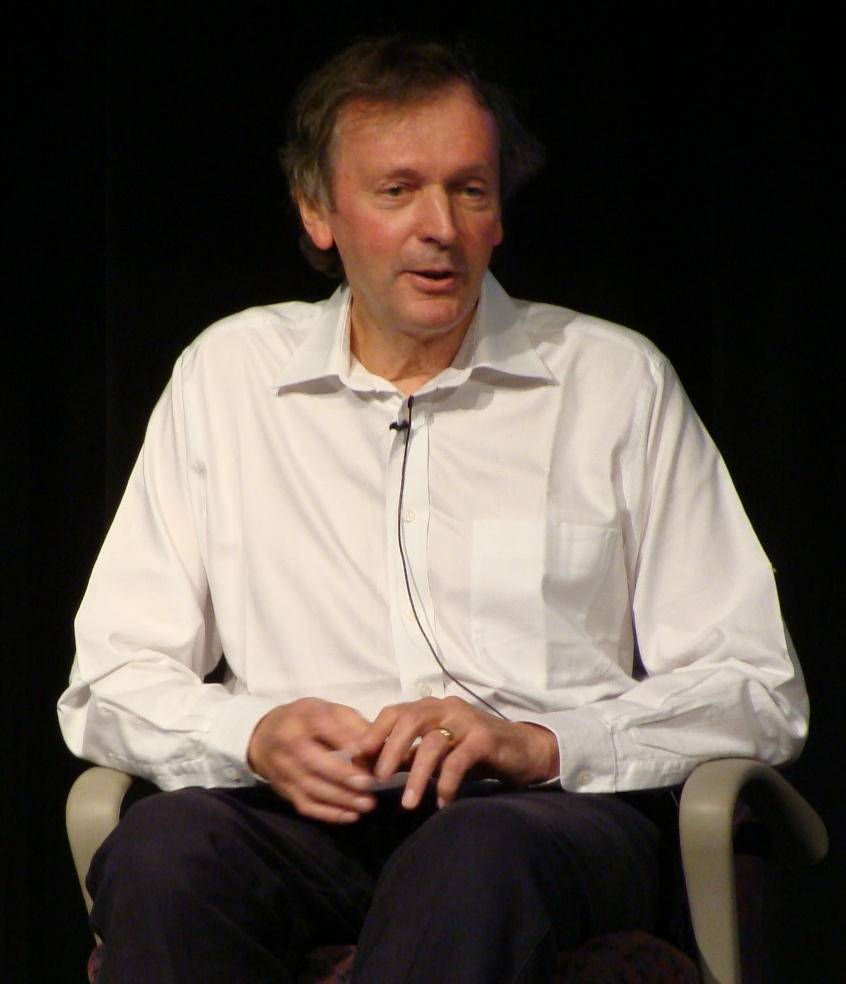
Rupert Sheldrake (2008)

Rupert Sheldrake (* 28. Juni 1942 in Newark-on-Trent, Nottinghamshire) ist ein britischer Autor und Biologe. 1981 stellte er eine Hypothese auf, nach der sogenannte morphische Felder existieren, die die Entwicklung von Strukturen beeinflussen sollen. Seine Hypothesen werden in den Naturwissenschaften weithin ignoriert.
Von 2005 bis 2010 leitete er ein parapsychologisch orientiertes Forschungsprojekt, das aus einer von der Universität Cambridge verwalteten Stiftung finanziert wurde.

## Werdegang
Sheldrake studierte in Cambridge Biologie und Biochemie, später an der Harvard University Philosophie. An der Universität Cambridge war Tim Hunt sein enger Studienkollege; im Jahr 1967 promovierte er in Biochemie, lehrte am dortigen Clare College und war dort bis zum Jahr 1973 Forschungsleiter für Biochemie und Zellbiologie. Dort sowie bei der Royal Society befasste er sich mit der holistischen Tradition in der Biologie, führte Forschungen zur Entwicklung von Pflanzen und zur Zellalterung durch und formulierte die Theorie der von ihm so genannten morphischen Felder, seine Grundlage der Hypothese eines Gedächtnisses der Natur.

## Die Zeit in Indien
In Hyderabad in Südindien befasste er sich etwa sechs Jahre mit der Physiologie tropischer Gemüsepflanzen. Von 1974 bis 1978 erforschte er hierzu die Physiologie tropischer Leguminosen als leitender Pflanzenphysiologe am International Crops Research Institute for the Semi-Arid Tropics (ICRISAT). Bis 1985 blieb er für diese Institution als Berater tätig.
Sein Kontakt mit indischer Philosophie und Transzendentaler Meditation führte ihn zu Pater Bede Griffiths, einem englischen Benediktinermönch, der in einem kleinen christlichen Aschram im Süden Indiens lebte und dort die christliche mit der östlichen Tradition zu verbinden suchte. Anfang der 80er Jahre lebte Sheldrake für anderthalb Jahre in dessen Ashram und schrieb dort 1981 sein erstes Buch A New Science of Life (deutsch: Das schöpferische Universum), das er Griffiths widmete. Darin stellte Sheldrake die Hypothese der Formbildungsursachen auf und postuliert, die Natur habe ein ihr innewohnendes Gedächtnis.

## Morphische Felder
Hauptartikel: Morphisches Feld
In A New Science of Life (1981) stellt Sheldrake seine Hypothese der formgebenden Verursachung vor, die die Existenz von so genannten morphogenetischen Feldern postuliert, die die Formbildung in der Natur beeinflussen sollen. Seitdem hat die Hypothese verschiedene Erweiterungen erfahren. Beispielsweise sollen sich die morphogenetischen Felder nicht nur auf Formen, sondern auf die Naturgesetze selbst erstrecken, die damit zu „Gewohnheiten der Natur“ werden.
Mit den morphogenetischen Feldern gibt Sheldrake einem in den 1920ern geprägten Begriff aus der Entwicklungsbiologie eine neue Bedeutung, die mit der ursprünglichen Idee bis auf das Grundthema der Formgebung nichts gemeinsam hat.
An die morphogenetischen Felder anknüpfend untersuchte Sheldrake angebliche außersinnliche Fähigkeiten von Menschen und Tieren.
Sheldrakes Hypothesen, in der Wissenschaftsgemeinde nach anfänglichem Interesse im Wesentlichen ignoriert, werden als pseudowissenschaftlich angesehen. Einige Quantenphysiker, darunter David Bohm und Hans-Peter Dürr, haben für eine ernsthafte Untersuchung der Hypothese plädiert. Auch im parawissenschaftlichen Bereich, insbesondere im Umfeld der New-Age-Bewegung, erfährt sie weiterhin großes Interesse.

## Perrott-Warrick-Projekt des Trinity College in Cambridge
Von 2005 bis 2010 war Sheldrake Direktor des Perrott-Warrick-Projekts, das aus einer dem Trinity College in Cambridge zugute gekommenen Stiftung finanziert wird. Das Projekt untersuchte unerklärte, Menschen und Tieren zugeschriebene Fähigkeiten. Dazu zählen die Tierexperimente, bei denen untersucht wurde, ob Haustiere die Ankunft ihres Halters im Voraus spüren können.

## Veröffentlichungen (Auswahl)
- A New Science of Life. London 1981; Neuauflage 1985.
  - Deutsche Ausgabe: Das schöpferische Universum. Die Theorie des morphogenetischen Feldes. Aus dem Englischen von Waltram Landmann und Klaus Wessel. Ullstein, Frankfurt am Main/Berlin 1983; Neuauflage 2009, ISBN 978-3-548-37259-4.
- The Presence of the Past (1988), deutsch: Das Gedächtnis der Natur. Das Geheimnis der Entstehung der Formen in der Natur (1990) ISBN 3-502-19661-3.
- The Rebirth of Nature (1990), deutsch: Die Wiedergeburt der Natur (1991)
- zusammen mit Ralph Abraham und Terence McKenna: Trialogues at the Edge of the West: Chaos, Creativity, and the Resacralization of the World (1992), deutsch: Denken am Rande des Undenkbaren (1993) ISBN 3-492-22004-5.
- Seven Experiments that Could Change the World (1994), deutsch: Sieben Experimente, die die Welt verändern könnten (1994) ISBN 3-502-19663-X.
- zusammen mit Matthew Fox: Natural Grace (1996), deutsch: Die Seele ist ein Feld. Der Dialog zwischen Wissenschaft und Spiritualität (1998)
- zusammen mit Matthew Fox: The Physics of Angels (1996), deutsch: Engel: die kosmische Intelligenz (1998)
- zusammen mit Ralph Abraham und Terence McKenna: The Evolutionary Mind: Trialogues at the Edge of the Unthinkable (1998), deutsch: Cyber-Talk. Mutige Anstöße für die Vernetzung von wissenschaftlichem Fortschritt und Heilung der Erde (1998)
- Dogs That Know When Their Owners Are Coming Home (1999), deutsch: Der siebte Sinn der Tiere (1999) ISBN 3-548-84019-1.
- The Sense of Being Stared At (2003), deutsch: Der siebte Sinn des Menschen (2003) ISBN 3-502-15682-4.
- The Science Delusion. Feeling the Spirit of Enquiry auch als Science Set Free: 10 Paths to New Discovery (2012).
  - deutsch von Jochen Lehner: Der Wissenschaftswahn: Warum der Materialismus ausgedient hat. O. W. Barth Verlag, München 2012, ISBN 978-3-426-29210-5.
- Die Wiederentdeckung der Spiritualität. 7 Praktiken im Fokus der Wissenschaft. O. W. Barth Verlag, München 2018, ISBN 978-3-426-29288-4.